# Carlos Gómez-Herrera
Carlos Gómez-Herrera (Marbella, 30 aprile 1990) è un tennista spagnolo.
Nel 2021, alla sua prima partecipazione ad un tabellone principale di doppio dell'ATP Tour, ha raggiunto la finale del Mallorca Championships in coppia con Novak Đoković. Durante il cammino i due hanno sconfitto le collaudate coppie formate Oliver Marach/Aisam-ul-Haq Qureshi e Marcel Granollers/Horacio Zeballos, ma subito dopo la semifinale si sono dovuti ritirare dal torneo per un infortunio al piede dello stesso Gómez-Herrera.
Nel 2023 fa parte della squadra di allenatori di Novak Đoković.

## Statistiche
Aggiornate al 15 febbraio 2022.

### Doppio

#### Finali perse (1)
| Legenda doppio       |
| Grande Slam (0)      |
| ATP Finals (0)       |
| ATP Masters 1000 (0) |
| ATP Tour 500 (0)     |
| ATP Tour 250 (1)     |

| N. | Data           | Torneo                              | Superficie | Compagno      | Avversari in finale            | Punteggio |
| 1. | 26 giugno 2021 | Mallorca Championships, Santa Ponsa | Erba       | Novak Đoković | Simone Bolelli Máximo González | walkover  |

### Tornei minori

#### Doppio

##### Vittorie (8)
| Legenda tornei minori |
| Challenger (1)        |
| Futures (7)           |

| N. | Data              | Torneo                         | Superficie  | Compagno                   | Avversari in finale                    | Punteggio            |
| 1. | 27 giugno 2010    | Spain F22, Melilla             | Cemento     | Abraham Gonzalez-Jimenez   | Erik Crepaldi Claudio Grassi           | 6-3, 6-2             |
| 2. | 19 agosto 2012    | Serbia F9, Novi Sad            | Terra rossa | Marko Đoković              | Mate Cutura Franjo Raspudic            | 6-4, 6-3             |
| 3. | 10 novembre 2013  | Greece F18, Candia             | Cemento     | Marko Đoković              | Luke Bambridge Oliver Golding          | 6-1, 6(3)–7, [13-11] |
| 4. | 16 novembre 2016  | Spain F33, Madrid              | Cemento     | Gerard Granollers Pujol    | Carlos Boluda-Purkiss Miguel Semmler   | 6-1, 5-3 rit.        |
| 5. | 24 settembre 2017 | Portugal F19, Castelo Branco   | Cemento     | Frederico Gil              | Nuno Deus Luis Faria                   | 6-2, 6-4             |
| 6. | 12 novembre 2017  | Greece F8, Candia              | Cemento     | Marko Đoković              | Conor Berg Mousheg Hovhannisyan        | 6-1, 6-2             |
| 7. | 18 agosto 2019    | Tilia Slovenia Open, Portorose | Cemento     | Tejmuraz Gabašvili         | Lucas Miedler Tristan-Samuel Weissborn | 6-3, 6-2             |
| 8. | 9 febbraio 2020   | M25 Lima, Lima                 | Cemento     | Marcelo Tomás Barrios Vera | Nicolas Alberto Arreche Jorge Panta    | 7-5, 6-2             |

##### Finali perse (9)
| Legenda tornei minori |
| Challenger (0)        |
| Futures (9)           |

| N. | Data             | Torneo                            | Superficie     | Compagno              | Avversari in finale                         | Punteggio           |
| 1. | 13 giugno 2010   | Spain F20, Puerto de la Cruz      | Sintetico      | Roberto Ortega-Olmedo | Georgi Rumenov Payakov João Sousa           | 6(2)–7, 2-6         |
| 2. | 4 ottobre 2015   | Portugal F12, Oliveira De Azemeis | Cemento        | Matthew Short         | João Domingues Nuno Deus                    | 3-6, 4-6            |
| 3. | 18 ottobre 2015  | Spain F33, Madrid                 | Cemento        | Ivan Arenas-Gualda    | Juan Lizariturry Matthew Short              | 4-6, 6-3, [3-10]    |
| 4. | 10 aprile 2016   | Spain F8, Madrid                  | Cemento indoor | Akira Santillan       | Carlos Boluda-Purkiss Alex de Minaur        | 4-6, 4-6            |
| 5. | 19 marzo 2017    | Portugal F3, Loule                | Cemento        | Nikki Roenn           | Roberto Ortega-Olmedo David Vega Hernández  | 4-6, 5-7            |
| 6. | 9 aprile 2017    | Spain F10, Madrid                 | Terra rossa    | Juan Lizariturry      | Roberto Ortega-Olmedo Carlos Boluda-Purkiss | 6(6)–7, 3-6         |
| 7. | 2 luglio 2017    | Spain F19, Bakio                  | Cemento        | Juan Lizariturry      | Roberto Ortega-Olmedo David Vega Hernández  | 3-6, 2-6            |
| 8. | 9 luglio 2017    | Spain F19, Getxo                  | Terra rossa    | Juan Lizariturry      | Ivan Gakhov David Vega Hernández            | 6-3, 3-6, [6-10]    |
| 9. | 23 febbraio 2020 | Morelos Open, Cuernacava          | Cemento        | Shintaro Mochizuki    | John-Patrick Smith Luke Saville             | 3-6, 7–6(4), [5-10] |